# Carlia tetradactyla
Espèce
Synonymes
- Mocoa tetradactyla O'shaughnessy, 1879
- Lygosoma maccooeyi Ramsay & Ogilby, 1890

Statut de conservation UICN

 LC  : Préoccupation mineure
Carlia tetradactyla est une espèce de sauriens de la famille des Scincidae.

## Répartition
Cette espèce est endémique d'Australie. Elle se rencontre au Queensland, en Nouvelle-Galles du Sud et dans le Victoria.

## Description
L'holotype de Carlia tetradactyla mesure 55 mm, queue non comprise. Cette espèce a le dos brun olivâtre tacheté de noir sur la tête. Sa face ventrale est bleuâtre.

## Étymologie
Son nom d'espèce, du grec ancien τετρα-, tetra-, « quatre », et δάκτυλος, daktylos, « doigt », lui a été donné en référence à ses quatre orteils.

## Publication originale
- O'Shaughnessy, 1879 : Description of new species of lizards in the collection of the British Museum. Annals and magazine of natural history, sér. 5, vol. 4, p. 295-303 (texte intégral).